# Sweetwater County
Sweetwater County ist ein County im Bundesstaat Wyoming der Vereinigten Staaten. Bei der Volkszählung 2020 hatte das Sweetwater County 42.272 Einwohner. Der Verwaltungssitz (County Seat) ist Green River.

## Geographie
Das County hat eine Fläche von 27.172 Quadratkilometern; davon sind 171 Quadratkilometer Wasserflächen. Es grenzt im Uhrzeigersinn an die Countys: Fremont County, Carbon County, Moffat County (Colorado), Daggett County (Utah), Summit County (Utah), Uinta County, Lincoln County und Sublette County.

## Geschichte
Sweetwater County wurde im Jahre 1867 gegründet.

## Demografie

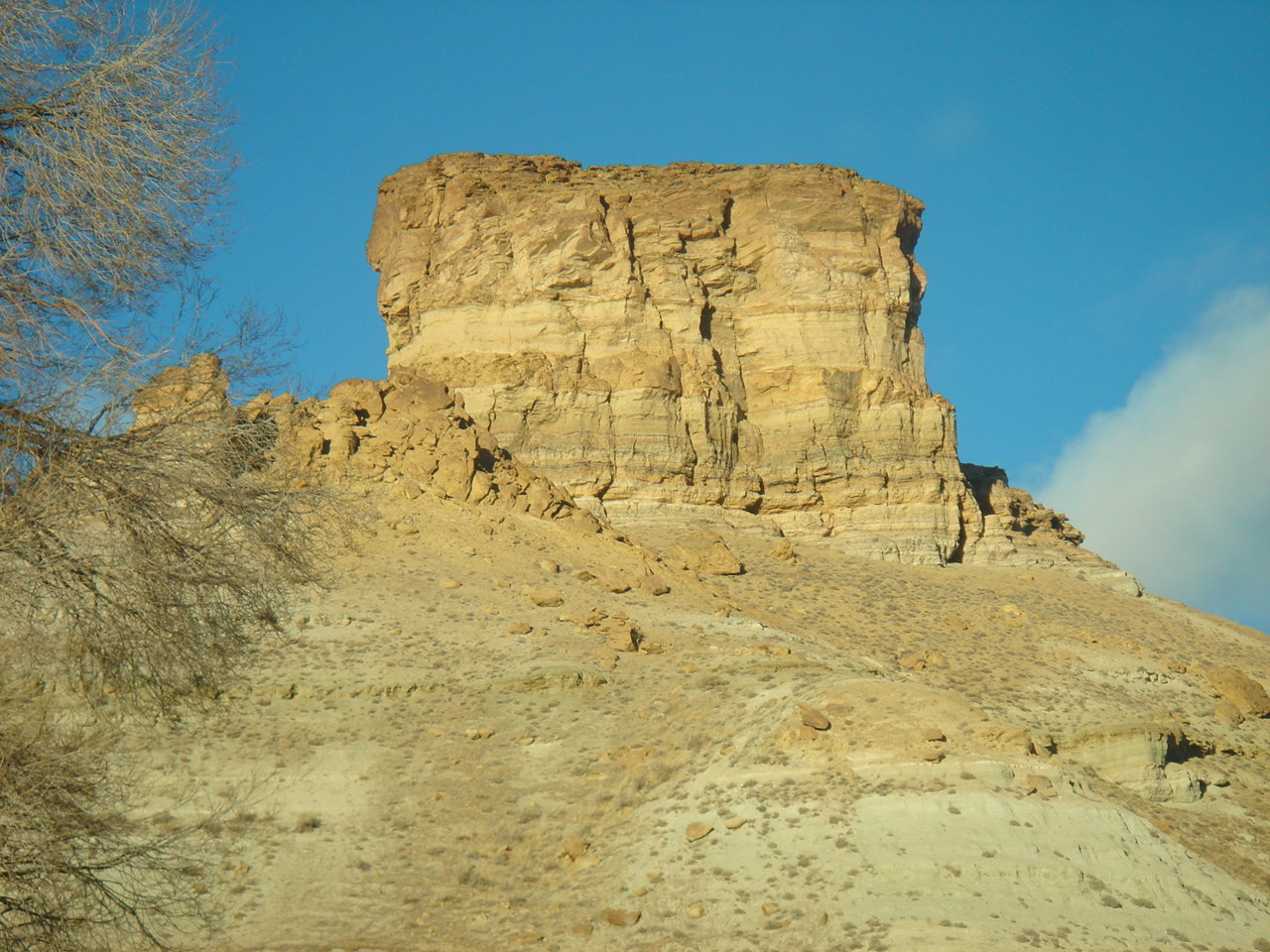
Castle Rock am Green River

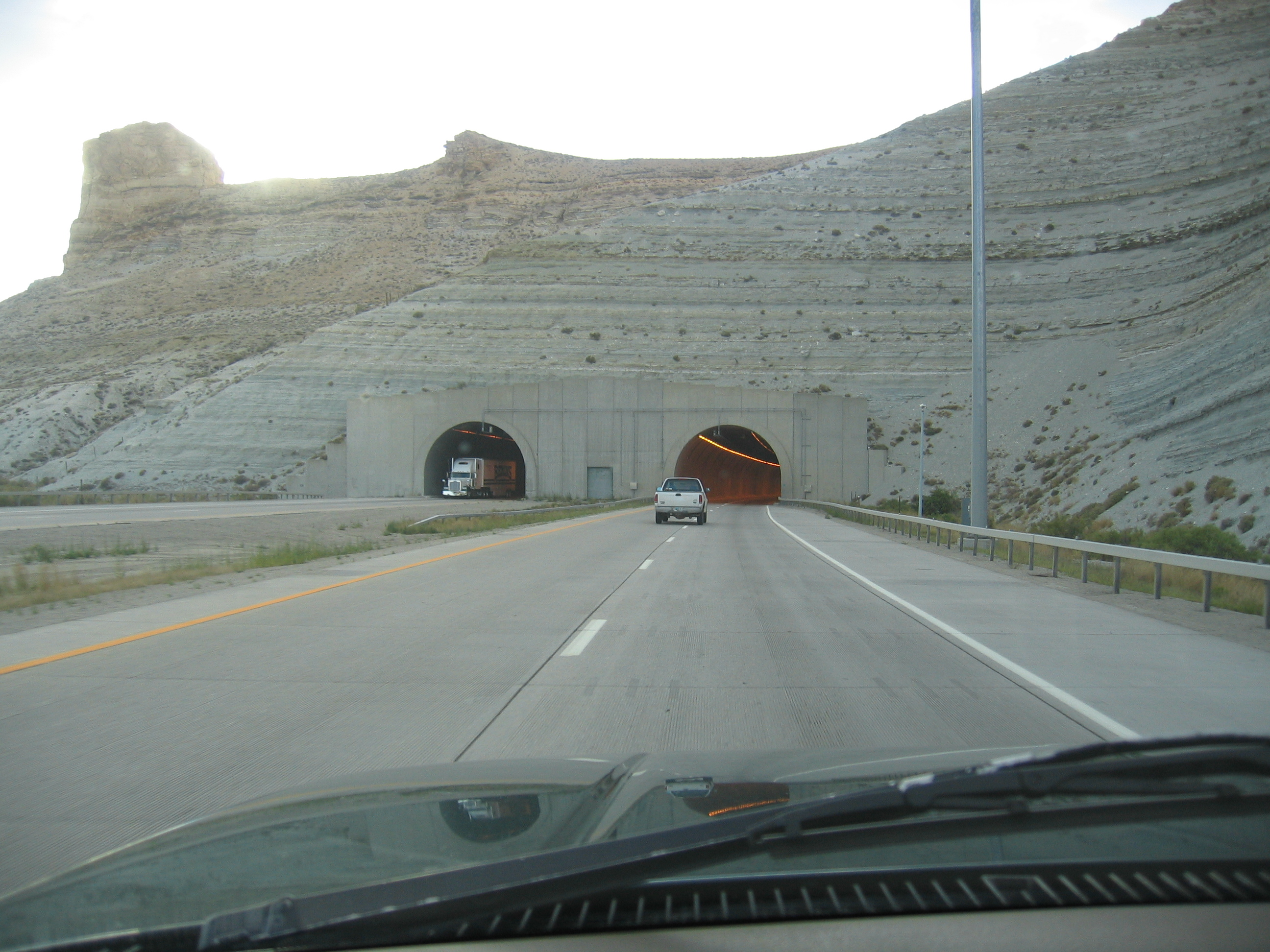
Tunnel der Interstate 80 nahe dem Green River

Nach der Volkszählung im Jahr 2000 lebten im Sweetwater County 37.613 Menschen. Es gab 14.105 Haushalte und 10.099 Familien. Die Bevölkerungsdichte betrug 1 Einwohner pro Quadratkilometer. Ethnisch betrachtet setzte sich die Bevölkerung zusammen aus 91,62 % Weißen, 0,73 % Afroamerikanern, 1,01 % amerikanischen Ureinwohnern, 0,64 % Asiaten, 0,04 % Bewohnern aus dem pazifischen Inselraum und 3,59 % aus anderen ethnischen Gruppen; 2,37 % stammten von zwei oder mehr ethnischen Gruppen ab. 9,42 % Prozent der Bevölkerung waren spanischer oder lateinamerikanischer Abstammung.
Von den 14.105 Haushalten hatten 38,20 % Kinder und Jugendliche unter 18 Jahre, die bei ihnen lebten. 57,80 % waren verheiratete, zusammenlebende Paare, 9,20 % Prozent waren allein erziehende Mütter, 28,40 % waren keine Familien. 23,60 % waren Singlehaushalte und in 6,90 % lebten Menschen im Alter von 65 Jahren oder darüber. Die Durchschnittshaushaltsgröße betrug 2,62 und die durchschnittliche Familiengröße lag bei 3,11 Personen.
Auf das gesamte County bezogen setzte sich die Bevölkerung zusammen aus 28,90 % Einwohnern unter 18 Jahren, 10,10 % zwischen 18 und 24 Jahren, 29,30 % zwischen 25 und 44 Jahren, 23,70 % zwischen 45 und 64 Jahren und 8,00 % waren 65 Jahre alt oder darüber. Das Durchschnittsalter betrug 34 Jahre. Auf 100 weibliche Personen kamen 102,40 männliche Personen, auf 100 Frauen im Alter ab 18 Jahren kamen statistisch 101,10 Männer.
Das jährliche Durchschnittseinkommen eines Haushalts betrug 46.537 USD, das Durchschnittseinkommen der Familien betrug 54.173. USD. Männer hatten ein Durchschnittseinkommen von 45.678 USD, Frauen 22.440 USD. Das Prokopfeinkommen betrug 19.575 USD. 7,80 % der Familien und 5,40 % der Bevölkerung lebten unterhalb der Armutsgrenze. 9,20 % davon waren unter 18 Jahre und 7,00 % waren 65 Jahre oder älter.

## Orte im Sweetwater  County
Citys
| - Green River - Rock Springs |

Towns
| - Bairoil - Granger - Superior - Wamsutter |

Census-designated places (CDP)
| - Arrowhead Springs - Clearview Acres - Eden - Farson | - James Town - Little America - McKinnon - North Rock Springs | - Purple Sage - Reliance - Table Rock - Washam |

Unincorporated Communitys
| - Blairtown - Point of Rocks - Sweeney Ranch |

Ghost Towns
| - Bryan - Table Rock - Winton |